# 巴拉埃納群島
巴拉埃納群島（英語：Balaena Islands）是南極洲的群島，處於福爾傑角東北面19公里，根據美國海軍拍攝的空中照片繪入地圖，現時由南極條約體系管理。